# Myntregale

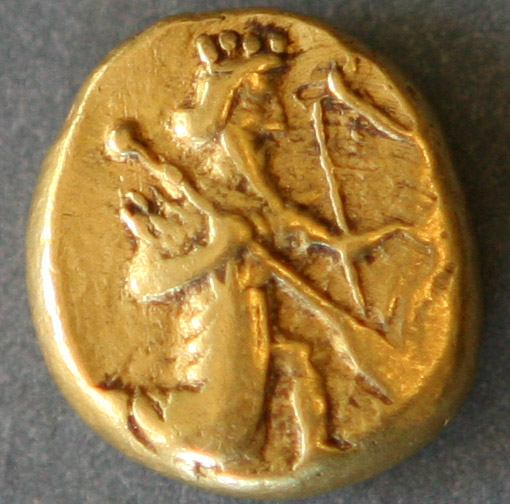
En darik (guldmynt) från persiska Akemeniderriket, omkring 490 f.Kr., under Darius I:s regeringstid. Enligt en tolkningstradition är det kungen som porträtteras på myntet, framställd som krigare med pil och båge.

Myntregale är  monarkens rättigheter (regale eller höghetsrättighet) över rikets myntväsen, rätten att slå mynt. Detta innebär att monarken beslutar om myntens utseende – som ofta bär dennes porträtt – och myntens värde, med mera.
Myntregale är en sedvana från antiken och är för norra Europas vidkommande känd från och med Karl den store. Mynt- och bergsregale nämns uttryckligen i Gyllene bullan av år 1356.
Myntregale är urgammalt i Sverige. Den förste som lät prägla mynt var kung Olof Skötkonung. Myntregale blev först 1809 inskränkt genom dåvarande regeringsformens bestämmelse (§ 79), att riksdagens bifall fordras för ändring av myntets skrot eller korn.
Begreppet skrot och korn är beteckning för bruttovikten respektive finvikten hos guld- och silvermynt. Skrot avser myntets totala vikt, korn den ingående vikten av ädelmetall. Relationen mellan skrot och korn kallas halt. I överförd betydelse är uttrycket detsamma som art, beskaffenhet. 